# 양영기
양영기(량융치, 중국어 간체자: 梁咏琪, 정체자: 梁詠琪, 병음: Liáng Yǒngqí, 영어: Gigi Leung 지지 렁[*], 본명: 양벽지(량비즈, 중국어: 梁碧芝, 병음: Liáng Bìzhī), 1976년 3월 25일 ~ )는 홍콩의 영화 배우이다.
키 178cm로 여자로서는 매우 크다.
2011년에 스페인 남성인 세르히오 크레스포와 결혼했다.

## 주요 이력
영국령 홍콩에서 출생하였으며 지난날 한때 중화인민공화국 광둥성 장먼 시 신후이 구에서 잠시 유아기를 보낸 적이 있는 그녀는 1995년 영국령 홍콩에서 광고 모델 첫 데뷔하였다.

## 출연 작품
- 비호
- 열화전차 - 애니 역
- 홍콩 마스크
- 양조위의 류망의 생
- 백분백감각
- 백분백암필
- 도신 3 - 도신불패
- 정이건의 영웅 - 캐리 역
- 초련무한 터치
- 이연걸의 히트맨
- 테러리스트
- 심동 - 소루 역
- 실업황제
- 극속대소찰선 - 애니 역
- 우정세월
- 애여성
- 남연화
- 연비연멸 - 의사 역
- 절세호브라
- 철권
- 나의 형제 자매 - 치스티엔 역
- 역고력고신년제
- 절세호B
- 턴 레프트, 턴 라이트
- 애. 단료선
- 1:99 전영행동
- 퀼
- 연정고급 - 애니 역
- 절세호빈
- 춘천화화동학회
- 봉자로호계
- 여인본색
- 마술 조롱박의 비밀
- 애득기
- 월광보합
- 어깨 위의 나비
- 친밀적인
- 경성지루
- 유오성의 7인의 암살단
- 메리 어 퍼펙트 맨
- 몽키킹: 손오공의 탄생 - 항아 역
- 애버딘
- 시스터후드
- 초연
- 리틀 큐
- 미스비헤비어